# Soner Demirtaş
Soner Demirtaş (Tokat, 25 de juny de 1991) és un lluitador turc amb Medalla olímpica. Va guanyar una medalla de plata en els Jocs Europeus 2015 i altra de bronze als Jocs Olímpics d'Estiu de 2016. Pertany al club İstanbul Büyükşehir Belediyespor d'Istanbul.